# Легбар
Легбар (англ. Legbar) — високопродуктивна  порода домашніх  курей британського походження яєчного напрямку. Відрізняється блакитним кольором яєчної шкаралупи.

## Історія
Історія зародження породи Легбар почалася ще з 1929 року, коли у Великій Британії двоє вчених, Пеннет і Піз, зайнялися селекцією нового різновиду курей, мріючи вивести птахів з високою несучістю. Натомість результат селекції став зовсім несподіваним. Вченим удалось вивести курей з блакитним кольором шкаралупки.

## Особливості породи

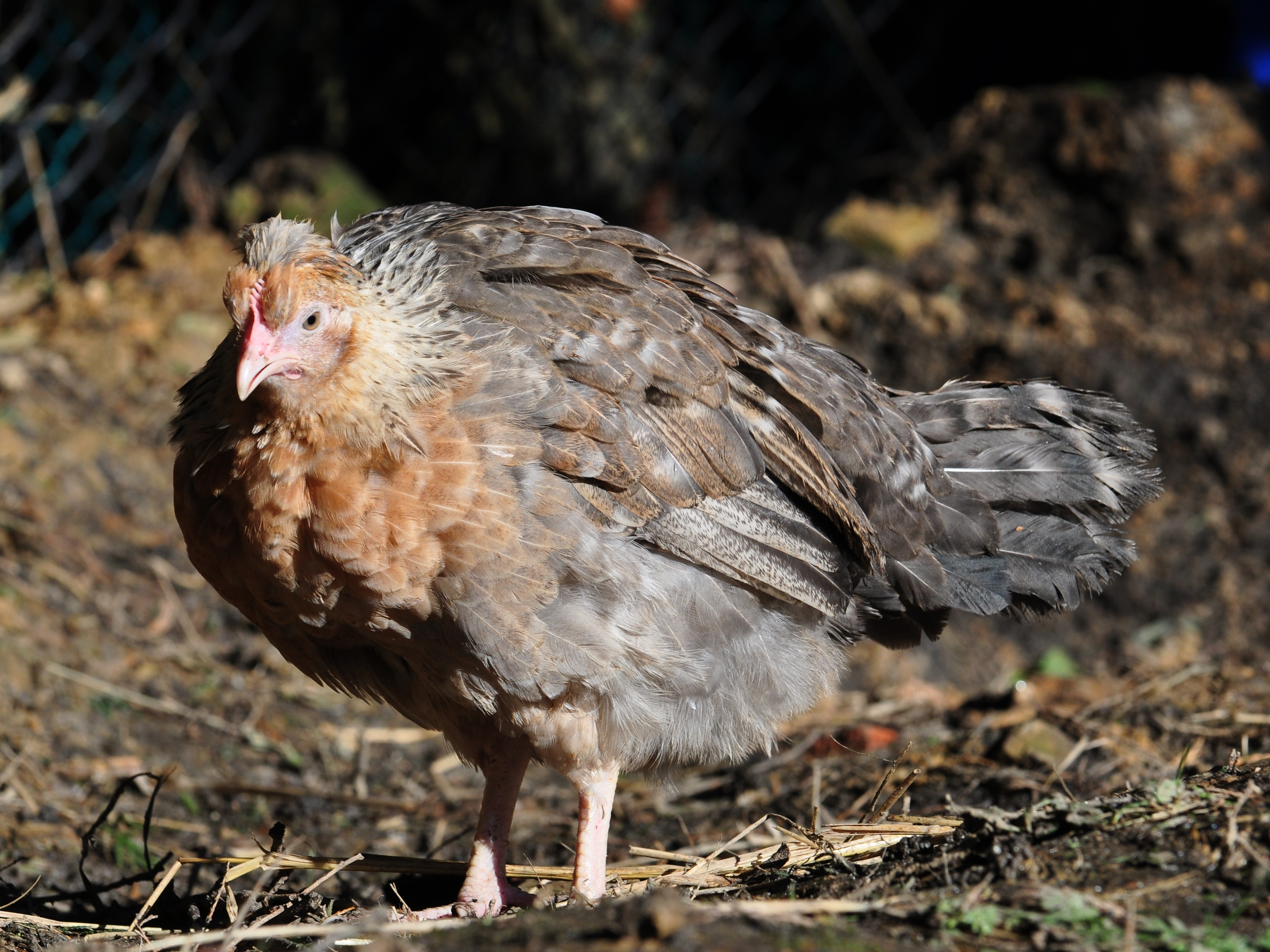
Курка породи легбар

Дуже привабливі чубчики на голові, що нагадують корону, роблять курей ще красивішими, граціозними і витонченими. Виділяються сережки білого, незвичного для курей забарвлення, і червоний гребінь. Показовим є те, що стать добових курчат можна відразу ж визначити за характерним забарвленням: самці набагато світліші за курочок.

## Продуктивність
Півні досягають ваги 3—3,5 кг, курочки — 2,5—2,8 кг.
Тривалість несучості — 2 роки, починаючи з 4—6 місяців. Легбари — дуже продуктивні несучки, але погані матері — не можуть якісно висиджувати курчат через властиву їм рухливості. У них хороша заплідненість яєць — приблизно 90 % (9 з 10), однак, зважаючи на особливості характеру фермери рекомендують купувати молодняк або використовувати інкубатор.